# Filippo di Agira
Filippo di Agira (Tracia, 40 – Agira, 12 maggio 103) è stato un presbitero romano, taumaturgo ed esorcista, venerato come santo sia dalla Chiesa cattolica, sia dalla Chiesa ortodossa.

## Biografia

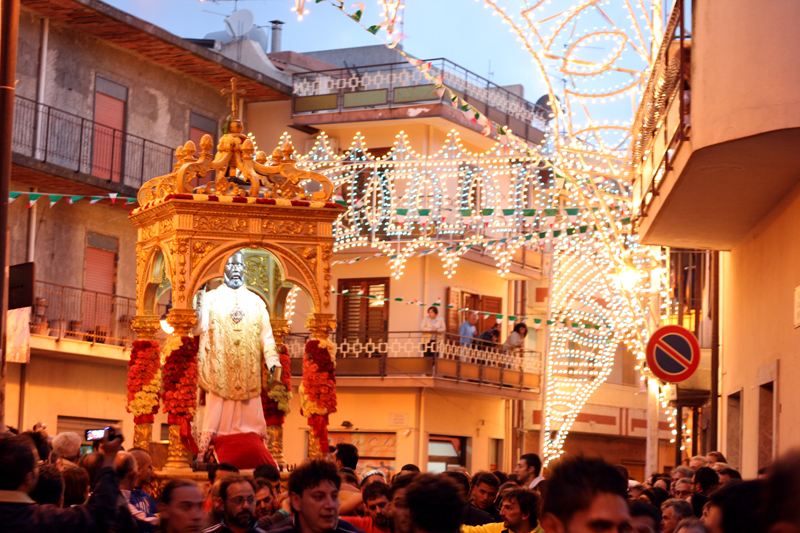
Processione in onore di San Filippo d'Agira festeggiato l'11, il 12 e la terza domenica di maggio a Limina, Sicilia

Secondo il monaco Eusebio, suo compagno ed agiografo, Filippo fu istruito fin da giovane nella fede cristiana e imparò anche il siriaco. Trasferitosi a Roma con lo stesso Eusebio, ricevette l'ordinazione sacerdotale e l'incarico di recarsi in Sicilia per assistere nella fede la popolazione dell'isola. Si stabilì prima in una grotta situata su un monte dell'attuale Sant'Angelo di Brolo, grotta che ancor oggi esiste, e poi nell'antica città di Agyrium (divenuta poi San Filippo di Agira ed oggi Agira in provincia di Enna). Visse compiendo esorcismi e miracoli. Alla sua morte, sulla sua tomba fu eretta dapprima una chiesa e successivamente un monastero. La sua salma fu esumata ed esaminata nel 1625.

## Agiografia alternativa
Esiste tuttavia un'altra versione circa la vita di questo santo, noto anche come san Filippo Siriaco. Ferme restando le caratteristiche di sacerdote e taumaturgo di cui sopra, egli sarebbe nato in Siria verso l'anno 40, ai tempi dell'imperatore Nerone, e deceduto verso il 103, proprio il 12 maggio.
Tra gli anni 63 e 66 venne a Roma, dove fu consacrato dall'allora pontefice Pietro apostolo, che poco tempo dopo gli conferì l'incarico di recarsi a portare la parola di Cristo in Sicilia, terra ove il paganesimo era diffuso.
La prima città che visitò fu Faro Superiore; in seguito visitò Limina, Mongiuffi Melia, per proseguire lungo la costa Ionica. A Messina vi è anche una contrada denominata appunto San Filippo, nei pressi dell'attuale stadio di calcio, con un monastero basiliano dedicato al santo costruito vicino alla grotta dove la tradizione vuole abbia soggiornato. Successivamente giunse a Calatabiano, dove venne ben accolto dalla popolazione e ascoltato attentamente nella predica del vangelo. Lasciato Calatabiano proseguì per Agira, dove continuò a predicare la parola di Cristo fino alla morte.

## Il culto
Il suo culto è piuttosto diffuso nell'isola. Viene celebrato il 12 maggio.
San Filippo Siriaco, indipendentemente da quale sia stata l'effettiva epoca in cui è vissuto, è venerato come santo patrono a:
- Aci San Filippo (frazione di Aci Catena, CT)
- Agira (EN)
- Piazza Armerina
- Calatabiano (CT)
- Mongiuffi Melia (ME)
- Chiaramonte Gulfi (RG)
- Limina (ME)
- Rodì Milici (ME)
- Santo Stefano Medio (frazione di Messina, ME)
- Monforte San Giorgio (ME) dove esisteva un altare dedicato

inoltre è venerato anche a:
- San Filippo del Mela, ME
- Favelloni Piemonte (frazione di Cessaniti, VV)
- Laurito (SA)
- San Filippo di Pellaro (RC)

e all'estero:
- Żebbuġ (Malta)
- Caracas (Venezuela)
- New York (Stati Uniti)